# Blackburn Rovers Football Club 1994-1995
Questa voce raccoglie le informazioni riguardanti il Blackburn Rovers Football Club nelle competizioni ufficiali della stagione 1994-1995.

## Maglie e sponsor
Lo sponsor tecnico per la stagione 1994-1995 è Asics, mentre lo sponsor ufficiale è McEwan's Lager.
| Manica sinistra · Manica sinistra · Maglietta · Maglietta · Manica destra · Manica destra · Pantaloncini · Pantaloncini · Calzettoni · Calzettoni | Manica sinistra · Manica sinistra · Maglietta · Maglietta · Manica destra · Manica destra · Pantaloncini · Pantaloncini · Calzettoni · Calzettoni |  |

## Organigramma societario
Area direttiva
- Proprietario: Jack Walker
- Presidente: Robert Coar

Area tecnica
- Allenatore: Kenny Dalglish

## Rosa
| N. |                        | Ruolo | Calciatore              |
| -- | ---------------------- | ----- | ----------------------- |
| 1  | Inghilterra (bandiera) | P     | Tim Flowers             |
| 2  | Inghilterra (bandiera) | D     | Tony Gale               |
| 3  | Irlanda (bandiera)     | D     | Jeff Kenna              |
| 3  | Inghilterra (bandiera) | D     | Alan Wright             |
| 4  | Inghilterra (bandiera) | C     | Tim Sherwood (capitano) |
| 5  | Scozia (bandiera)      | D     | Colin Hendry            |
| 6  | Inghilterra (bandiera) | D     | Graeme Le Saux          |
| 7  | Inghilterra (bandiera) | C     | Stuart Ripley           |
| 8  | Scozia (bandiera)      | A     | Kevin Gallacher         |
| 9  | Inghilterra (bandiera) | A     | Alan Shearer            |
| 10 | Inghilterra (bandiera) | A     | Mike Newell             |
| 11 | Inghilterra (bandiera) | C     | Jason Wilcox            |
| 12 | Inghilterra (bandiera) | D     | Nicky Marker            |
| 13 | Inghilterra (bandiera) | P     | Bobby Mimms             |
| 14 | Inghilterra (bandiera) | D     | Lee Makel               |

| N. |                        | Ruolo | Calciatore       |
| -- | ---------------------- | ----- | ---------------- |
| 15 | Inghilterra (bandiera) | D     | Richard Brown    |
| 15 | Paesi Bassi (bandiera) | C     | Richard Witschge |
| 16 | Inghilterra (bandiera) | A     | Chris Sutton     |
| 17 | Australia (bandiera)   | C     | Robbie Slater    |
| 18 | Scozia (bandiera)      | D     | Andy Morrison    |
| 19 | Inghilterra (bandiera) | A     | Peter Thorne     |
| 20 | Norvegia (bandiera)    | D     | Henning Berg     |
| 21 | Inghilterra (bandiera) | C     | Paul Harford     |
| 22 | Inghilterra (bandiera) | C     | Mark Atkins      |
| 23 | Inghilterra (bandiera) | C     | David Batty      |
| 24 | Inghilterra (bandiera) | C     | Paul Warhurst    |
| 25 | Inghilterra (bandiera) | D     | Ian Pearce       |
| 26 | Australia (bandiera)   | P     | Frank Talia      |
| 31 | Irlanda (bandiera)     | P     | Shay Given       |

## Risultati

### FA Premier League

#### Girone di andata
| Arbitro: | Cooper |

|            |           |             |
| Banger 15’ | Marcatori | 60’ Shearer |

| Arbitro: | Burge |

|                                 |           |  |
| Sutton 18’ Berg 59’ Shearer 73’ | Marcatori |  |

| Arbitro: | Poll |

|                                 |           |  |
| Sutton 67’, 74’, 88’ Wilcox 77’ | Marcatori |  |

| Londra 31 agosto 1994 4ª giornata | Arsenal | 0 – 0 referto | Blackburn | Highbury Stadium (37.629 spett.)\| Arbitro: \| Morton \| |
| Arbitro:                          | Morton  |               |           |                                                          |

| Arbitro: | Dilkes |

|                             |           |  |
| Shearer 17’, 60’ Wilcox 43’ | Marcatori |  |

| Arbitro: | Durkin |

|             |           |                               |
| Spencer 55’ | Marcatori | 27’ (aut.) Johnsen 66’ Sutton |

### Coppa UEFA
| Trentaduesimi di finale - Andata | Blackburn | 0 – 1 | Trelleborg |  |

| Trentaduesimi di finale - Ritorno | Trelleborg | 2 – 2 | Blackburn |  |

### Charity Shield
| Arbitro: | Don (Middlesex) |

|  |           |                             |
|  | Marcatori | 22’ (rig.) Cantona 81’ Ince |